# Andinoacara
Andinoacara es un género de peces perciformes de agua dulce de la familia de los cíclidos. Sus  8 especies habitan en aguas tropicales de América Central y del Sur, y son denominadas comúnmente acaráes. 

## Distribución

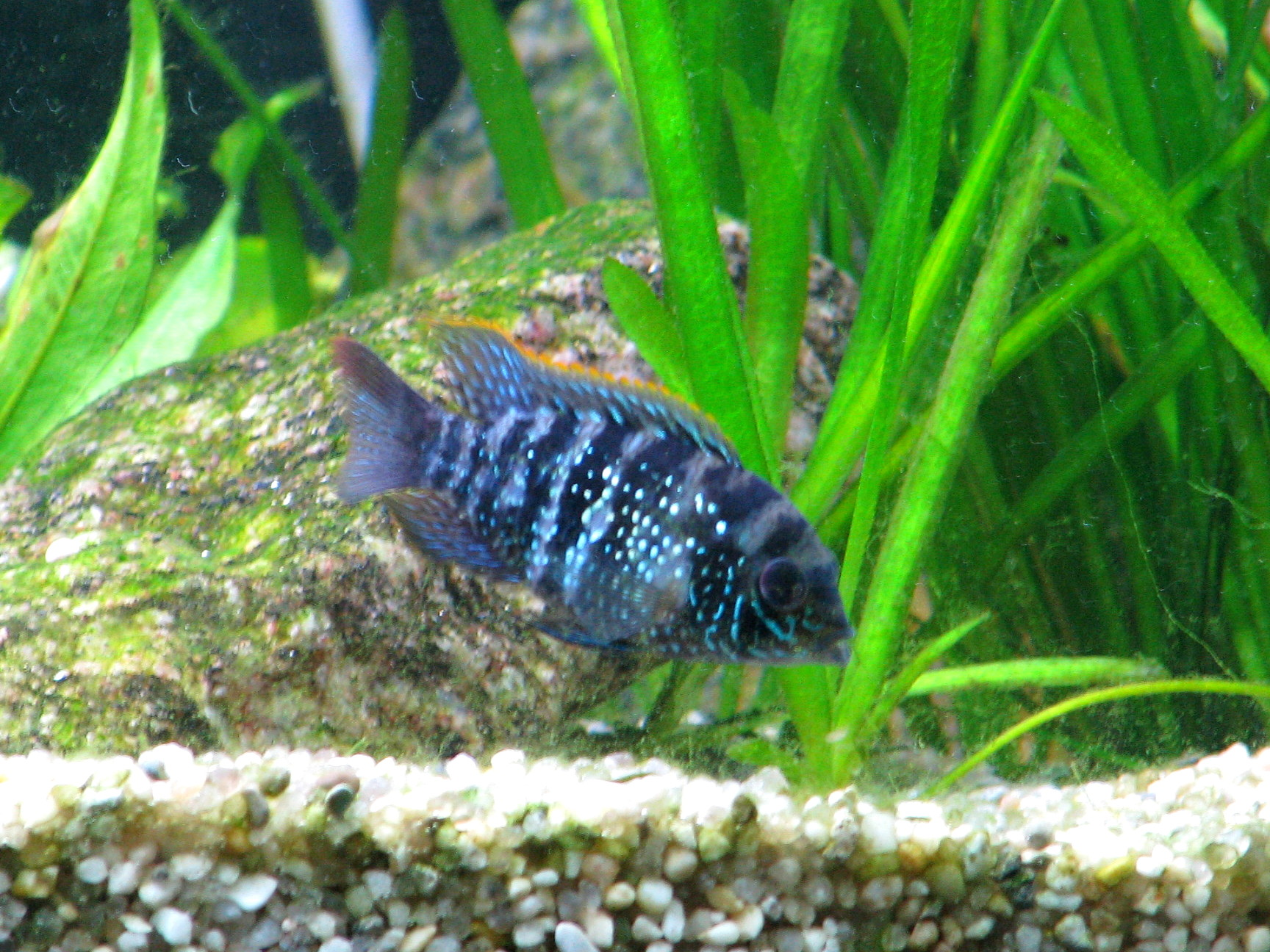
Andinoacara pulcher.

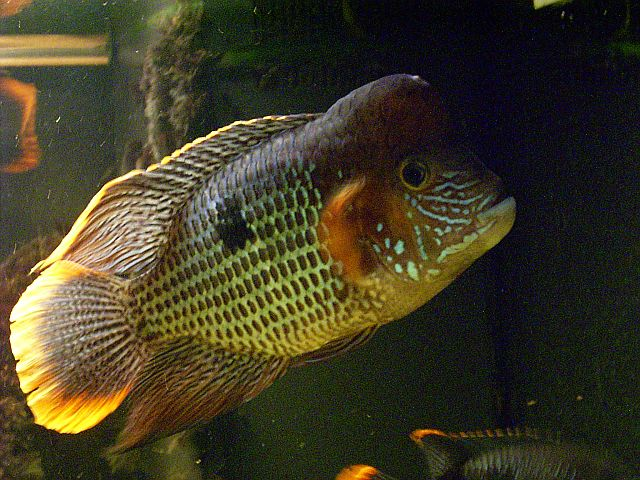
Andinoacara rivulatus.

Las especies de Andinoacara habitan en cuerpos de agua dulce tropicales desde el sur de América Central hasta una amplia región del norte y noroeste de América del Sur si bien no están presentes en la cuenca del Amazonas.  
Hacia el este alcanzan la isla Trinidad y la  cuenca del Orinoco; hacia el oeste viven en cuencas de la costa del Pacífico desde Costa Rica por el norte siguiendo por Panamá, Colombia y Ecuador hasta alcanzar el sur del Perú.  

## Características
Agrupa especies de hábitos predadores. Generalmente no superan los 20 cm de largo total. Al ser sumamente coloridos, se los comercializa como peces de acuario.

## Taxonomía
Este género fue descrito originalmente en el año 2009 por los ictiólogos Zuzana Musilová, Oldřich Říčan y Jindřich Novák. Conforma un clado con los géneros Bujurquina  y Tahuantinsuyoa.
Anteriormente sus integrantes eran generalmente asignados al género Aequidens, el cual era empleado para agrupar numerosos taxones, los cuales se demostró posteriormente que estaban no muy relacionados entre sí.
Etimología
Etimológicamente el nombre genérico Andinoacara se construye con el nombre vulgar de estos peces (acara) más el adjetivo ‘‘andino’’, referido a la cordillera de los Andes, ya que si bien no es estrictamente un género andino, sus especies se encuentran a ambos lados de esa cordillera.

### Especies
Este género se subdivide en 8 especies, las que a su vez pueden ser subdivididas en dos clados:
Grupo “pulcher”
- Andinoacara blombergi Wijkmark, S. O. Kullander & Barriga S., 2012[5]
- Andinoacara coeruleopunctatus (Kner, 1863)
- Andinoacara latifrons (Steindachner, 1878)
- Andinoacara pulcher (Gill, 1858)

Grupo “rivulatus”
- Andinoacara biseriatus (Regan, 1913)
- Andinoacara rivulatus (Gunther, 1860)
- Andinoacara sapayensis (Regan, 1903)
- Andinoacara stalsbergi Musilová, I. Schindler & Staeck, 2009[6]